# ویلیام آبادی
ویلیام آبادی (فرانسوی: William Abadie‎؛ زادهٔ ۱۹۷۷) بازیگر سینما، و بازیگر تلویزیون اهل فرانسه است. وی بیشتر به خاطر نقش‌هایی در فیلم‌هایی مانند رزیدنت ایول: انقراض (۲۰۰۷)، پلنگ صورتی (۲۰۰۶) و بی‌وفا (۲۰۰۲) شناخته شده‌است. در سال ۲۰۱۳، او در مجموعه تلویزیونی " میهن " آلن برنارد بازی کرد.

## فیلم‌شناسی

### فیلم
| سال  | عنوان                       | نقش             | یادداشت |
| ---- | --------------------------- | --------------- | ------- |
| ۲۰۰۲ | بی وفا                      | رهگذر           |         |
| ۲۰۰۶ | پلنگ صورتی                  | بیزو            |         |
| ۲۰۰۷ | رزیدنت ایول: انقراض         | فرستاده فرانسوی |         |
| ۲۰۰۸ | دختر پرروی من               | ژان ژاک         |         |
| ۲۰۰۸ | قرارداد انسانی              | جوزف            |         |
| ۲۰۰۹ | روزگارشان را سیاه کن، مالون | پسر زیبا        |         |
| ۲۰۱۴ | طولانی‌ترین هفته             | دربان           |         |

### مجموعه تلویزیونی
| سال       | عنوان          | نقش               | یادداشت                        |
| --------- | -------------- | ----------------- | ------------------------------ |
| ۲۰۰۶      | بتی زشت        | فیلیپ میشل        | قسمت: " خلبان "                |
| ۲۰۰۷–۲۰۰۹ | دختر سخن‌چین    | رومی              | ۲ قسمت                         |
| ۲۰۰۸      | چاک            | گای لافلور        | قسمت: " چاک در مقابل سابق "    |
| ۲۰۱۰      | ۹۰۲۱۰          | الیویه            | قسمت: "با پدر و مادر دیدار کن" |
| ۲۰۱۳      | وطن            | آلن برنارد        | ۵ قسمت                         |
| ۲۰۱۴      | مظنون          | کریستوس سویون     | قسمت: "بیعت"                   |
| ۲۰۱۶      | گاتهام         | دکتر ماکسول سیمون | قسمت: "خونریزی "               |
| ۲۰۲۰      | امیلی در پاریس |                   |                                |

### ویدیو گیم
| سال  | عنوان           | نقش       |
| ---- | --------------- | --------- |
| ۲۰۰۶ | ندای وظیفه ۳    | پیر لاروش |
| ۲۰۱۸ | رد دد ریدمپشن ۲ | ژان مارک  |